# هارفي وايت
هارفي وايت (بالإنجليزية: Harvey White)‏ هو لاعب كرة قدم أمريكية أمريكي، ولد في 3 مارس 1938.

## وصلات خارجية
- هارفي وايت على موقع مرجع كرة القدم المحترفة.كوم (الإنجليزية)